# NGC 5810
NGC 5810 est une galaxie spirale barrée située dans la constellation de la Balance. Sa vitesse par rapport au fond diffus cosmologique est de 3 482 ± 16 km/s, ce qui correspond à une distance de Hubble de 51,4 ± 3,6 Mpc (∼168 millions d'al). NGC 5810 a été découverte par l'astronome américain Ormond Stone en 1886.
La classe de luminosité de NGC 5810 est II.